# Internationale Niedersachsen-Rundfahrt der Junioren 2015
Die Internationale Niedersachsen-Rundfahrt der Junioren 2015 fand vom 24. bis 26. Juli 2015 bei einer Länge von 285,30 km in Wallenhorst und Bramsche statt.

## Verlauf
Etappe 1 hatte eine Länge von 66,30 km, wobei der Sieger eine Geschwindigkeit von 43,17 km/h an den Tag legte. Der Deutsche Leo Appelt gewann die Etappe in 1:32:09 Stunde vor dem zeitgleichen Russen Pawel Siwakow und dem ebenfalls zeitgleichen Belgier Aaron Verwilst. Die restliche Top 10 wurde ausgefüllt von dem Luxemburger Kevin Geniets, dem Niederländer Pascal Eenkhoorn, den beiden Deutschen Dorian Lübbers und Henrik Hamm, dem Esten Siim Kiskonen und den beiden Russen Alexandr Kulikovskiy und Maksim Sukhov. Die Etappe 2a war ein Zeitfahren mit einer Länge von 10,50 km, wobei der Sieger eine Geschwindigkeit von 47,97 km/h an den Tag legte. Die Top 3 bestanden aus dem Deutschen Bastian Flicke, dem Australier Michael Storer und Leo Appelt. Leo Appelt schaffte es zum zweiten Mal in Folge in die Top 3 und Aaron Verwilst, Pawel Siwakow und Maksim Sukhov erreichten zum zweiten Mal in Folge die Top 10. Die Etappe 2b wurde nach 3 Runden wegen des Wetters und unbefahrbarer Straßen abgebrochen und nicht gewertet. Etappe 3 gewann der Deutsche Max Kanter vor Alexandr Kulikovskiy und dem Belgier Senne Deloof. Max Kanter, Alexandr Kulikovskiy und Siim Kiskonen zum zweiten Mal insgesamt in die Top 10.
Nach Etappe 1 konnten Leo Appelt, Dorian Lübbers und Siim Kiskonen ihre Positionen in der Tages- auch in die Gesamtwertung übernehmen. Sowohl Pawel Siwakow und Aaron Verwilst, als auch Kevin Geniets und Pascal Eenkhoorn tauschten ihre jeweiligen Positionen der beiden Wertungen. Alexandr Kulikovskiy, Maksim Sukhov und Henrik Hamm verloren jeweils drei Positionen auf Platz elf, zwölf und 13. Max Kanter, Rang 13 auf 8, der Luxemburger Colin Heiderscheid, Rang 69 auf 9, und der Belgier Gilles Borra, Rang 60 auf 10, verbesserten sich alle deutlich in der Gesamt- gegenüber der Tageswertung. Nach Etappe 2a hielten Leo Appelt, Aaron Verwilst, Pawel Siwakow und Dorian Lübbers ihre Positionen in der Gesamtwertung, während Kevin Geniets und Pascal Eenkhoorn ihre Positionen tauschten. Bastian Flicke, Rang 72 zu 7, Michael Storer, Rang 88 zu 8, der Deutsche Florian Stork, Rang 41 zu 9, und der Belgier Thomas Vereecken, 22 zu 10, verbesserten sich alle deutlich von Etappe 1 zu 2a. Siim Kiskonen und Max Kanter verloren jeweils 6 und 3 Positionen, während Colin Heiderscheid und Gilles Borra um jeweils 49 und 20 Plätze zurückfielen. Die Gesamtwertung veränderte sich durch den Abbruch von Etappe 2b nicht und auch nach Etappe 3 war die Top 10 unverändert, womit also Leo Appelt vor Aaron Verwilst und Pawel Siwakow die Rundfahrt gewann.
Leo Appelt führte von Etappe 1 bis 2a und Max Kanter nach Etappe 3 die Punktewertung an, nachdem Bokeloh vorher bei beiden Etappen Platz acht belegt hatte. Colin Heiderscheid war nach Etappe 1 und Bastian Flicke nach Etappe 2a und 3 der Führende der Nachwuchswertung. Kevin Geniets führte von Etappe 1 bis 2a und Siim Kiskonen nach Etappe 3 die Bergwertung an, nachdem Kiskonen vorher bei beiden Etappen Platz zwei belegt hatte.

## Etappen
| Etappe 1  | 24. Juli | Leo Appelt     | Leo Appelt |
| Etappe 2a | 25. Juli | Bastian Flicke | Leo Appelt |
| Etappe 2b | 25. Juli |                |            |
| Etappe 3  | 26. Juli | Max Kanter     | Leo Appelt |

### Etappe 1
| Tageswertung | Tageswertung         | Tageswertung | Gesamtwertung | Gesamtwertung      | Gesamtwertung |
| Platz        | Athlet               | Zeit         | Platz         | Athlet             | Zeit          |
| ------------ | -------------------- | ------------ | ------------- | ------------------ | ------------- |
| 1            | Leo Appelt           | 1:32:09 h    | 1             | Leo Appelt         | 1:31:58 h     |
| 2            | Pawel Siwakow        | gl. Zeit     | 2             | Aaron Verwilst     | + 0:04 min    |
| 3            | Aaron Verwilst       | gl. Zeit     | 3             | Pawel Siwakow      | + 0:05 min    |
| 4            | Kevin Geniets        | gl. Zeit     | 4             | Pascal Eenkhoorn   | + 0:09 min    |
| 5            | Pascal Eenkhoorn     | gl. Zeit     | 5             | Kevin Geniets      | + 0:11 min    |
| 6            | Dorian Lübbers       | gl. Zeit     | 6             | Dorian Lübbers     | gl. Zeit      |
| 7            | Siim Kiskonen        | + 0:04 min   | 7             | Siim Kiskonen      | + 0:15 min    |
| 8            | Alexandr Kulikovskiy | + 1:02 min   | 8             | Max Kanter         | + 1:10 min    |
| 9            | Maksim Sukhov        | gl. Zeit     | 9             | Colin Heiderscheid | + 1:11 min    |
| 10           | Henrik Hamm          | gl. Zeit     | 10            | Gilles Borra       | + 1:12 min    |

### Etappe 2a
| Tageswertung | Tageswertung     | Tageswertung | Gesamtwertung | Gesamtwertung    | Gesamtwertung |
| Platz        | Athlet           | Zeit         | Platz         | Athlet           | Zeit          |
| ------------ | ---------------- | ------------ | ------------- | ---------------- | ------------- |
| 1            | Bastian Flicke   | 13:08 min    | 1             | Leo Appelt       | 1:45:15 h     |
| 2            | Michael Storer   | + 0:08 min   | 2             | Aaron Verwilst   | + 0:10 min    |
| 3            | Leo Appelt       | + 0:09 min   | 3             | Pawel Siwakow    | + 0:13 min    |
| 4            | Aaron Verwilst   | + 0:15 min   | 4             | Kevin Geniets    | + 0:39 min    |
| 5            | Pawel Siwakow    | + 0:17 min   | 5             | Pascal Eenkhoorn | + 0:46 min    |
| 6            | Florian Stork    | + 0:21 min   | 6             | Dorian Lübbers   | + 0:48 min    |
| 7            | Thomas Vereecken | + 0:23 min   | 7             | Bastian Flicke   | + 1:04 min    |
| 8            | Jens Dekker      | + 0:24 min   | 8             | Michael Storer   | + 1:12 min    |
| 9            | Max Kanter       | + 0:27 min   | 9             | Florian Stork    | + 1:25 min    |
| 10           | Maksim Sukhov    | + 0:31 min   | 10            | Thomas Vereecken | + 1:27 min    |

### Etappe 2b
Die Etappe wurde nach 3 Runden wegen des Wetters und unbefahrbarer Straßen abgebrochen und nicht gewertet.

### Etappe 3
| Tageswertung | Tageswertung           | Tageswertung | Gesamtwertung | Gesamtwertung    | Gesamtwertung |
| Platz        | Athlet                 | Zeit         | Platz         | Athlet           | Zeit          |
| ------------ | ---------------------- | ------------ | ------------- | ---------------- | ------------- |
| 1            | Max Kanter             | 2:40:08 h    | 1             | Leo Appelt       | 4:25:23 h     |
| 2            | Alexandr Kulikovskiy   | gl. Zeit     | 2             | Aaron Verwilst   | + 0:08 min    |
| 3            | Senne Deloof           | gl. Zeit     | 3             | Pawel Siwakow    | + 0:13 min    |
| 4            | Luca Henn              | gl. Zeit     | 4             | Kevin Geniets    | + 0:39 min    |
| 5            | Moritz Malcharek       | gl. Zeit     | 5             | Pascal Eenkhoorn | + 0:46 min    |
| 6            | Soren Malling Siggaard | gl. Zeit     | 6             | Dorian Lübbers   | + 0:48 min    |
| 7            | Pit Leyder             | gl. Zeit     | 7             | Bastian Flicke   | + 1:04 min    |
| 8            | Tiago Da Silva         | gl. Zeit     | 8             | Michael Storer   | + 1:12 min    |
| 9            | Siim Kiskonen          | gl. Zeit     | 9             | Florian Stork    | + 1:18 min    |
| 10           | Pascal Treubel         | gl. Zeit     | 10            | Thomas Vereecken | + 1:24 min    |